# Arujá
Arujá est une ville brésilienne de l'État de São Paulo.

## Démographie
| Évolution de la population (municipalité) | Évolution de la population (municipalité) | Évolution de la population (municipalité) | Évolution de la population (municipalité) |
| Année                                     | Population                                |                                           | %±                                        |
| ----------------------------------------- | ----------------------------------------- | ----------------------------------------- | ----------------------------------------- |
| 1960                                      | 5 758                                     |                                           | —                                         |
| 1970                                      | 9 571                                     |                                           | 66,2%                                     |
| 1980                                      | 17 487                                    |                                           | 82,7%                                     |
| 1991                                      | 37 622                                    |                                           | 115,1%                                    |
| 2000                                      | 59 185                                    |                                           | 57,3%                                     |
| 2010                                      | 74 905                                    |                                           | 26,6%                                     |
| 2022                                      | 86 678                                    |                                           | 15,7%                                     |
| ,                                         |                                           |                                           |                                           |